# Glamoč (otok)
Glamoč je nenaseljeni otočić u Kornatskom otočju.
Njegova površina iznosi 0,413 km². Dužina obalne crte iznosi 3,08 km.

## Vanjske poveznice
|  | Zajednički poslužitelj ima još gradiva o temi Glamoč (otok) |